# پینکولو (هوانکاولیکا)
پینکولو (به اسپانیایی: Pinqullu) یک کوه در پرو است که در Peru, Huancavelica Region واقع شده‌است. پینکولو ۴٬۸۰۰ متر بالاتر از سطح دریا واقع شده‌است.